# مزج الألوان

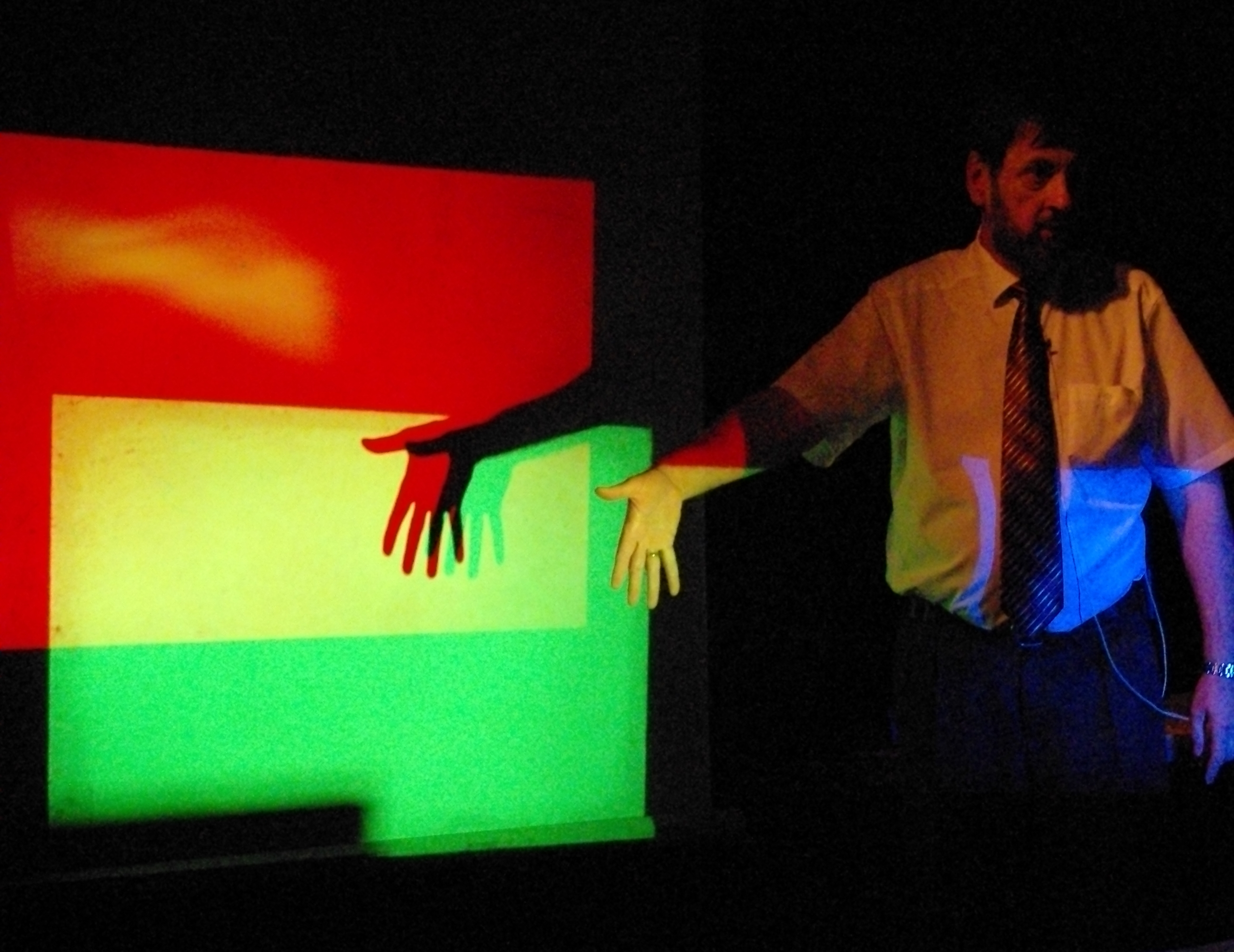
يمكن أن توضح طريقة مزج الألوان بالإضافة بالإضاءة اللونية.

هناك طريقتان لمزج الألوان : إما بالإضافة أو بالطرح. وفي كلتا الحالتين، يوصف المزج عادةً من خلال ثلاثة ألوان وثلاثة ألوان ثانوية (الألوان التي يتم مزجها بين اثنين من الألوان الأساسية الثلاثة بكميات متساوية).

## الخلط بالإضافة

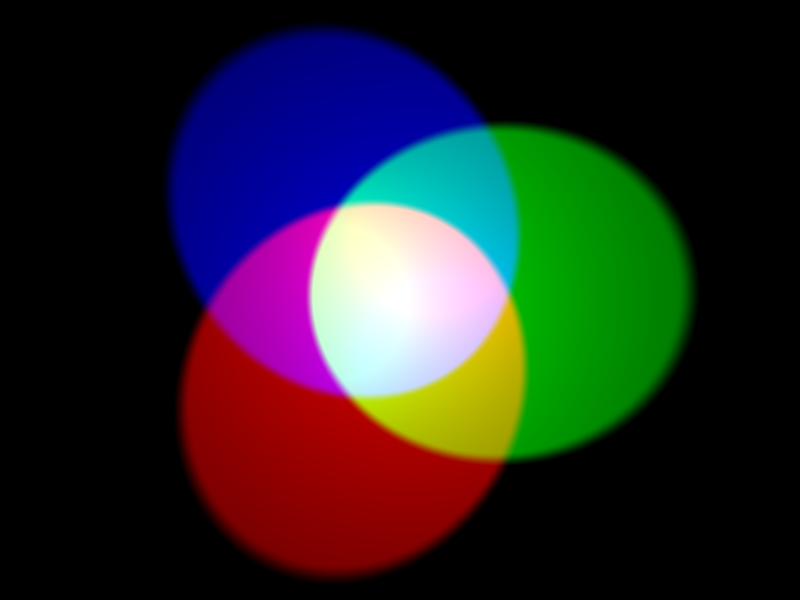
مثال محاكاة لخلط الألوان المضافة. تعمل الألوان الأولية لمضافة كمصدر للضوء. يجمع اللون الأحمر والأخضر والأزرق القياسي في شكل ثنائي لإنتاج الألوان الثانوية الناتجة عن وهي سيان ،الماجينتا والأصفر. الجمع بين الألوان الأولية الثلاثة (منتصف) تنتج الأصفر والأبيض.

لا يتم تعليم الأطفال طريقة خلط الألوان بالإضافة بشكل شائع ، لأنه لا يتوافق مع خلط المواد الفيزيائية (مثل الطلاء) الذي يتوافق مع الخلط الطرحي. تخلط ألوان حزمتان متراكبتان من الضوء بطريقة إضافية.
حسب الاصطلاح، فإن الألوان الثلاثة الأساسية في المزج بطريقة الإضافة هي: الأحمر، الأخضر والأزرق. في غياب الضوء من أي لون، ينتج اللون الأسود. إذا تم خلط الألوان الثلاثة الأساسية للضوء بنسب متساوية ، تكون النتيجة محايدة (رمادية أو بيضاء). عندما يختلط الضوء الأحمر والأخضر ، ينتج اللون الأصفر. وإذا اختلط الضوء الأخضر والأزرق ، فينتج السيان. عندما يتم خلط الضوء الأزرق والأحمر، يظهر لون الماجينتا.
يتم استخدام طريقة خلط الألوان بالإضافة المكونة من اللون الأخضر والأحمر والأزرق في شاشات التلفزيون والحاسوب ، بما في ذلك شاشات الهاتف الذكي ، لإنتاج مجموعة واسعة من الألوان. يستخدم بكسلة الشاشة تقريبًا لهذه الألوان الأساسية الثلاثة. تحتوي بعض أجهزة تلفزيون أحيانا على ثلاثة أجهزة عرض، حيث يكون لكل لون جهاز عرض.

## المزج الطرحي

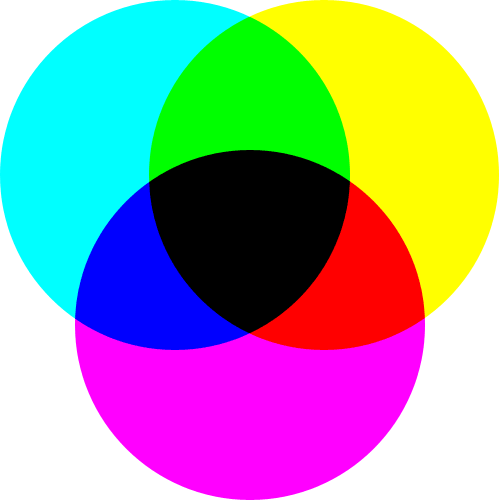
مثال محاكاة لخلط الألوان بطريقة الطرح (المثالي). يفترض وجود مصدر خارجي للإضاءة، ويخفف (يمتص) كل جزء من ذلك الضوء الأساسي. تعد الألوان المثالية للمزج الطرحي هي: السيان، الماجينتا والأصفر حيث تجمع على شكل أزواج لجعل الألوان الثانوية للمزج الطرحي الأحمر والأخضر والأزرق (والتي هي في حد ذاتها مواد أولية مضافة، أو من الناحية العملية، إصدارات أغمق وأقل تشبعًا من المواد الأولية المضافة النموذجية). الجمع بين جميع الألوان التمهيدية الثلاثة (منتصف) يمتص كل الضوء ، مما يؤدي إلى ظهور اللون الأسود. بالنسبة للأصباغ الحقيقية ، ستكون النتائج معقدة إلى حد ما بسبب عتامة الخلط ، وفي الممارسة العملية قد يكون إضافة صبغة رابعة مثل الأسود مفيدًا.

يتوافق خلط المواد الفيزيائية الملونة مع خلط الألوان الطرحي ، وبالتالي فهو يتوافق مع حدسنا حول خلط الألوان. لشرح الآلية ، فكر في خلط الطلاء الأحمر بالطلاء الأصفر. يكون اللون الأحمر أحمرا لأنه عندما يمر الضوء المحيط به ، يمتص تكوين المادة جميع الألوان الأخرى في الطيف المرئي للضوء باستثناء الأحمر. ذلك الضوء الأحمر ، الذي لا يتم امتصاصه ، يعكس الطلاء وهو ما نراه. تصف هذه الآلية نفسها لون الكائنات المادية - لاحظ أن الضوء ليس كائنًا ماديًا - وكذلك ينطبق على الطلاء الأصفر أيضًا. بالرجوع إلى الشكل أعلاه لإظهار خلط الألوان المضافة ، يتضح أن الضوء الأصفر يتكون من خليط (مضاف) من الضوء الأحمر والأخضر. عندما نخلط بين اللونين ، فإن المادة الناتجة بها نسبة طلاء أحمر وطلاء أصفر. يمتص الطلاء الأصفر جميع الألوان باستثناء اللون الأحمر والأخضر. ومع ذلك ، فإن الطلاء الأحمر يمتص الأخضر المنعكس من قبل الطلاء الأصفر. يمكن أن يقال أن الطلاء الأحمر يطرح اللون الأخضر من الطلاء الأصفر. يعكس الطلاء الناتج الضوء الأحمر فقط ، وهكذا يبدو أحمرًا لأعيننا. لاحظ أن هذا الوصف نظري وأن خلط الأصباغ لا يتوافق مع خلط الألوان بطريقة الطرح المثالي لأن بعض الضوء من اللون المطروح لا يزال ينعكس في مكون واحد من الطلاء الأصلي. ينتج عن هذا لون أغمق وغير مشبع مقارنة بالألوان التي سيتم تحقيقها باستخدام المرشحات المثالية.
الألوان الثلاثة الأساسية المستخدمة عادة في أنظمة خلط الألوان الطرحية هي سيان والماجينتا والأصفر ، مطابقة لنموذج ألوان CMY والنموذج اللوني لألوان CMYK المستخدمة على نطاق واسع في الطباعة الملونة. في المزج الطري للألوان ، يؤدي غياب اللون الأبيض ، ووجود الألوان الأساسية الثلاثة إلى تكوين لون رمادي الداكن أو الأسود. الألوان الثانوية هي نفس الألوان الأساسية والتي تكونت عن طريق المزج بالإضافة والعكس. يستخدم الخلط الطرحي لإنشاء مجموعة متنوعة من الألوان عند الطباعة أو الطلاء على ورق أو ركائز بيضاء أخرى ، من خلال تجميع عدد صغير من ألوان الحبر أو الطلاء. يتكون الأحمر عن طريق خلط الماجينتا والأصفر (إزالة الأخضر والأزرق). ويتكون الأخضر عن طريق خلط السيان والأصفر (إزالة الأحمر والأزرق على التوالي). ويتكون الأزرق عن طريق خلط السيان والماجينتا (إزالة الأحمر والأخضر). يمكن تقريب اللون الأسود من خلال مزج السماوي والأرجواني والأصفر ، على الرغم من أن الأصباغ الحقيقية ليست مثالية وبالتالي فإن الوصول لدرجة اللون الأسود النقي أمر شبه مستحيل.

## روابط خارجية
- Interactive Java applet on the additive mixing of RGB colors by Wolfgang Bauer
- Interactive Java applet on the subtractive mixing of CYM colors by Wolfgang Bauer